# Cyclotoma sumatrensis
Cyclotoma sumatrensis là một loài bọ cánh cứng trong họ Endomychidae. Loài này được Gorham miêu tả khoa học năm 1888.